# Peterborough—Kawartha (circonscription provinciale)
Pour les articles homonymes, voir Peterborough.
Circonscription électorale provinciale du Canada
Peterborough—Kawartha (auparavant Peterborough) est une circonscription provinciale de l'Ontario représentée à l'Assemblée législative de l'Ontario depuis 1934.

## Géographie
La circonscription au nord-est de Toronto comprend la ville de Peterborough et de la plus grande partie de son comté.
Les circonscriptions limitrophes sont Haliburton—Kawartha Lakes—Brock, Prince Edward—Hastings et Northumberland—Quinte Ouest.

## Historique
| Législature                                                                    | Années        | Député      | Député                    | Parti                     |
| ------------------------------------------------------------------------------ | ------------- | ----------- | ------------------------- | ------------------------- |
| Peterborough Circonscription issue de Peterborough City et Peterborough County |               |             |                           |                           |
| 19e                                                                            | 1934–1937     |             | Thomas Percival Lancaster | Progressiste-conservateur |
| 20e                                                                            | 1937–1943     |             | Alexander Leslie Elliott  | Libéral                   |
| 21e                                                                            | 1943–1945     |             | Harold Robinson Scott     | Progressiste-conservateur |
| 22e                                                                            | 1945–1948     |             | Harold Robinson Scott     | Progressiste-conservateur |
| 23e                                                                            | 1948–1951     |             | Harold Robinson Scott     | Progressiste-conservateur |
| 24e                                                                            | 1951–1955     |             | Harold Robinson Scott     | Progressiste-conservateur |
| 25e                                                                            | 1955–1959     |             | Harold Robinson Scott     | Progressiste-conservateur |
| 26e                                                                            | 1959–1963     | Keith Brown |                           | Progressiste-conservateur |
| 27e                                                                            | 1963–1967     | Keith Brown |                           | Progressiste-conservateur |
| 28e                                                                            | 1967–1971     |             | Walter Pitman             | Néo-démocrate             |
| 29e                                                                            | 1971–1975     |             | John Melville Turner      | Progressiste-conservateur |
| 30e                                                                            | 1975–1977     |             | Gillian Sanderman         | Néo-démocrate             |
| 31e                                                                            | 1977–1981     |             | John Melville Turner (2)  | Progressiste-conservateur |
| 32e                                                                            | 1981–1985     |             | John Melville Turner (2)  | Progressiste-conservateur |
| 33e                                                                            | 1985–1987     |             | John Melville Turner (2)  | Progressiste-conservateur |
| 34e                                                                            | 1987–1990     |             | Peter Adams               | Libéral                   |
| 35e                                                                            | 1990–1995     |             | Jenny Carter              | Néo-démocrate             |
| 36e                                                                            | 1995–1999     |             | Gary Stewart              | Progressiste-conservateur |
| 37e                                                                            | 1999–2003     |             | Gary Stewart              | Progressiste-conservateur |
| 38e                                                                            | 2003–2007     |             | Jeff Leal                 | Libéral                   |
| 39e                                                                            | 2007–2011     |             | Jeff Leal                 | Libéral                   |
| 40e                                                                            | 2011–2014     |             | Jeff Leal                 | Libéral                   |
| 41e                                                                            | 2014–2018     |             | Jeff Leal                 | Libéral                   |
| Peterborough—Kawartha                                                          |               |             |                           |                           |
| 42e                                                                            | 2018-2022     |             | Dave Smith                | Progressiste-conservateur |
| 43e                                                                            | 2022–2025     |             | Dave Smith                | Progressiste-conservateur |
| 44e                                                                            | 2025–en cours |             | Dave Smith                | Progressiste-conservateur |

## Circonscription fédérale
Depuis les élections provinciales ontariennes du 4 octobre 2007, l'ensemble des circonscriptions provinciales et des circonscriptions fédérales sont identiques.